# Antonio García de León
Pour les articles homonymes, voir García.
Antonio García de León est un historien mexicain né en décembre 1944 à Jáltipan de Morelos, dans l'État de Veracruz. Il est professeur à l'Université de Mexico

## Publications traduites en français
- Chiapas : les comptes d'une rébellion (trad. de l'espagnol par Laurent Auclair), Paris, Syllepse, coll. « Tlalticpac », 1995, 22 p. (ISBN 978-2-907993-30-2, BNF 37062706)